# Неаполітанська пісня
Неаполіта́нська пі́сня (італ. canzone napoletana) —
- термін, яким позначають неаполітанську народну музику;
- популярний в Італії і за її межами жанр побутової та естрадної ліричної пісні, для якої характерні особлива співучість, пластичність, витонченість мелодії і велика експресивність.

Попри те, що неаполітанська пісня належить до народної музики, тому до усної традиції, деякі музикознавці відносять її винятково до популярної музики.

## Історія та характеристики

### Початки
Початки неаполітанської пісні відносять приблизно до XIII століття, до часів фундації Неапольського університету, заснованого Фридріхом II (1224);
себто до часів поширення пристрасті до поезії та хорових молінь звернених від господинь до сонця,
як спонтанного вираження народу Неаполя, який висловлював передусім суперечності між первісною красою довкілля та об'єктивними труднощами життя.
Розгорнулась вона вже у кватроченто, коли неаполітанська мова стає офіційною мовою королівства, і численні музиканти, натхненні народними хорами, починають створювати фарси, фротоли та балади, і ще більше під кінець чинквеченто, коли «віланела по-неаполітанському» підкорює Європу, аж до кінця Сеттеченто.
Це артистичне народне вираження тоді було навантажене позитивними та оптимістичними змістами і оповідало про життя, працю та почуття народу.

### Чинквечентотавіланела
Першим фундаментальним явищем, яке особливо вплинуло на становлення неаполітанської пісні XIX століття, є «villanella alla napoletana» (віланела по-неаполітанськи).
За своїм походженням та продукуванням вона була народною, але добре принятою вищими класами, за характером — жартівлива та мала широкий спектр виражальних засобів, що варіювались від поліфонії в інструментальному акомпанементі до голосу без супроводу.

### XVIIтаXVIIIст.
У XVI ст. віланела мізерніє, і з'являються перші ритми тарантели, зі славетною мікелемою, що здається безпосередньо запалена сицилійською піснею, але яку все ж таки ставлять в заслугу поету, музиканту та актору Сальватору Розі.
У наступному сторіччі з'являються інші попередники неаполітанської пісні дев'ятнадцятого століття: неаполітанська опера буффа (яка вплинула не лише на спів, а й на театральність пісень) та арії опери seria, які стали маяком для народної творчості.
Близько 1768 анонімні автори склали Lo guarracino, що стала однією з найвідоміших тарантел (перероблена, як і багато інших старих пісень, у наступному сторіччі).

### XIXст.
Двома вагомими елементами, що каталізували поширення й успіх музичної діяльності були передусім поява, на початку XIX століття, музичних крамниць та видавництв, таких як: Guglielmo Cottrau, Girard, Calcografia Calì, Fratelli Fabbricatore, Fratelli Clausetti та Francesco Azzolino, заслугою яких є повернення, збирання та репропонування (інколи оновленими), сотень старовинних творів.
Другим провідником розповсюдження пісень стали так звані «постеджаторе», мандрівні музики, які співали пісні або у відгороджених місцях, або перед поштовими станціями, або вздож вулиць міста, інколи продаючи також «коп'єли», листи, що містили в собі тексти та частково змінені партитури творів.
Найвагомішим періодом в історії неаполітанської пісні вважаються перші десятиліття XIX століття, коли з 1835 у Неаполі широко поширюється мелодія Te voglio bene assaje (Я люблю тебе дуже).
Традиційне партенапейське свято Festa di Piedigrotta виявилось ідеальною подією для показу нових творів; серед авторів, які брали там участь були Salvatore di Giacomo, Libero Bovio, E.A. Mario, Ferdinando Russo, Ernesto Murolo.
Не беручи до уваги віланелу та народні наспіви до вісімсотих, які ще не мали типової мелодичної та поетичної структури неаполітанської пісні у власному сенсі слова, більшість джерел відносять народження загально відомої неаполітанської пісні до 1839 і до Te voglio bene assaje.
Текст був написаний Raffaele Sacco, музика Filippo Campanella, хоча в подальшому розповсюдилась популярна легенда, яка віддавала її авторство Гаетано Доніцетті. Пісня була презентована 7 вересня 1839 на Festa di Piedigrotta.
Після неї йшли інші класичні зразки неаполітанської музики дев'ятнадцятого століття:
- Santa Lucia (Санта Лючіа) (1848), Teodoro Cottrau та Enrico Cossovich;
- Funiculì, Funiculà (1880), Luigi Denza неа текст журналіста Giuseppe Turco;
- Marechiare (1885), Francesco Paolo Tosti на текст Salvatore Di Giacomo;
- Era de maggio (1885), Mario Costa на текст Salvatore Di Giacomo;
- Scetate (1887), Mario Costa на текст Ferdinando Russo;
- Comme te voglio amà (1887), Vincenzo Valente;
- 'E spingole frangese (1888), Enrico De Leva на текст Salvatore Di Giacomo;
- Lariulà (1888), Mario Costa на текст Salvatore Di Giacomo;
- Catarì (1892), Mario Costa на текст Salvatore Di Giacomo;
- 'A vucchella (1892), Francesco Paolo Tosti на текст Gabriele D'Annunzio;
- Carcioffolà (1893), Eduardo Di Capua на текст Salvatore Di Giacomo;
- Serenata napulitana (1897), Mario Costa на текст Salvatore Di Giacomo;
- ’O sole mio (1898), Eduardo Di Capua на текст Giovanni Capurro;
- Maria Marì (1899), Eduardo Di Capua на текст Vincenzo Russo;

Як демонстрацію успіху та важливості неаполітанської пісні дев'ятнадцятого століття, можна привести твір Palummella zompa e vola [Палумела підстрибує і летить] (1873), яка була негайно заборонена за свій очевидно бунтівничий зміст, оскільки натякала на свободу. І справді, автори змінили текст, але неаполітанський народ продовжував співати її тихцем.
Що стосується характерних елементів, то у другій половині XIX та першій половині XX століття, неаполітанська пісня стає предметом уваги творчої інтелігенції, з її Декадансом, песимізмом та драматизмом, що змінило первісний дух жанру.
У цей період найвагоміші музиканти та поети занурюються у складання численних пісень. Прикладом такої тенденції є Gabriele d'Annunzio, який пише вірші до A Vucchella (1904).

### Мак'єта
Іншим дуже популярним жанром неаполітанської пісні була «macchietta», термін походить від способу опису персонажів та ситуацій на кшталт ескізу, виконаного у карикатурний спосіб, своєрідний шарж. Між авторами та виконавцями у цьому жанрі згадуються Nicola Maldacea, Nino Taranto та Vittorio Marsiglia.

### Друге повоєння
Друга світова війна глибоко позначилась на місті Неаполь, і його пісня також не змогла проминути трагічні події: Munasterio 'e Santa Chiara — нищівне свідоцтво цього часу, але, як завжди, Неаполь може і посміхатись у найтемніші періоди життя; Tammurriata Nera — приклад того, як партенопейський гумор ладен виринути будь-коли, навіть перед трагічними фактами.
Екзистенціальний песимізм Luna rossa Вінченцо Де Крешенцо та Vian (ccà nun ce sta nisciuno, 1950) відкриває, однак, новий золотий період неаполітанської пісні — часпошуків відновлення і не лише музичного.
Якщо Роберто Муроло стає незрівнянним виконавцем традиційної неаполітанської пісні,, то Ренато Карозоне віддає у її розпорядження свій досвід класичного піаніста та джазиста,, змішуючи його з африканськими і американськими ритмами, створює нову мак'єту, танцювальну та адекватну часові.

### 1960-ті роки
Все новеченто неаполітанська пісня виживала завдяки головній ролі, яку вона відігравала на Фестивалі Неаполя, котрому поміж скаргами та скандалами вдавалось поширити свою пісню по всій Італії ще до того, як зміцнився Фестиваль Санремо.
Серед головних персон Фестивалю згадуються неаполітанські співаки Серджіо Руні (Sergio Runi), Маріо Аббате (Mario Abbate), Джакомо Рондінелла (Giacomo Rondinella), Ауреліо Ф'єрро (Aurelio Fierro), Нунціо Ґалло (Nunzio Gallo), Маріо Треві (Mario Trevi), Тоні Астаріта (Tony Astarita), Марія Парі (Maria Paris), Мірна Доріс (Mirna Doris) та Маріо Мерола (Mario Merola). До них прилучаються співаки з Санремо: Доменіко Модуньйо (Domenico Modugno), Клаудіо Вілла (Claudio Villa), Карла Боні (Carla Boni), Вільма Де Анджеліс (Wilma De Angelis) та Орнелла Ваноні (Ornella Vanoni), а також актори: Франко Франкі (Franco Franchi), Ніно Таранто (Nino Taranto), Оресте Льйонелло (Oreste Lionello) та Ренато Рашель (Renato Rascel).
Історія фестивалю неаполітанської пісні входить у кризу в другій половині шістдесятих і закінчується його закриттям у 1970-му. Ппісня втрачає будь-який зв'язок зі своєю класичною спадщиною, стаючи виразом міського люмпен-пролетаріату.
Але слава цього жанру залишається непохитною, незважаючи на зміну часу, і всі сталі співаки регулярно включають декілька з найвідоміших пісень до своїх репертуарів, йдучи стопами Енріко Карузо та Бен'яміно Джильї.
1960-ті роки являють собою золотий період Фестивалю неаполітанської пісні, але вони ж є йї часом новаторських феноменів:
Пеппіно ді Капрі (Peppino di Capri) робить «fusion» з'єднуючи неаполітанську мелодію з ритмами інших музичних культур. заявляючи цим про себе критиці та публіці;
Пеппіно Гальярді (Peppino Gagliardi) ламає схеми виконання неаполітанської пісні;
Роберто Де Сімоне (Roberto De Simone) та його Nuova Compagnia di Canto Popolare (Нове Товариство Народної Пісні)
не обмежуються відновленням та вдосконаленням фольклорної традиції, але й збагачують її елементами серйозної музики.

### 1970-ті роки
Після занепаду Фестивалю, неаполітанська пісня пристосовується до вимог часу — повертаються до життя і актуалізуються теми неаполітанської шенеджати. Маріо Мерола, залишаючись пов'язаним з традиційною піснею, стає основним виконавцем цієї нової тенденції, його супроводжують Піно Мауро (Pino Mauro), Маріо Треві та Маріо Да Вінчі (Mario Da Vinci).
Паралельно із цим феноменом, Бруно Вентуріні (Bruno Venturini) прочитує найвідоміші класичні зразки жанру в оперному ключі, створюючи показову антологію (з творами, що походять від 1400 до наших днів), та продовжуючі славетну італійську традицію бельканто, що її проголосив на весь світ великий тенор Енріко Карузо.
Тим часом, музичний фермент тієї епохи відчув таких авторів як Едоардо Де Крешенцо (Eduardo De Crescenzo), Алан Сорренті (Alan Sorrenti) та Піно Даніеле (Pino Daniele), які накладають свій відбиток на партенопейську музику, хочаб своєю розмаїтою музичністю. Впливають на неї також такі гурти як Osanna що йде по шляху рок-опери, та Napoli Centrale з Джеймсом Сенезе (James Senese) що плете цікаве поєднання жанрів та стилів.

### 1980-ті роки
Неаполітанська шенеджата, яку Маріо Меролі вдалося воскресити в сімдесятих, знову потиху зникає, можливо через те, що ніхто крім Мероли їй не сприяв і не був спроможний надати йї голосу.
Вона поступається неомелодічній музиці, яка і по сьогодні по всій Південній Італії, особливо в Неаполі та Палермо і між італійськими емігрантами за кордоном має чималий успіх.
Персоною, яка стала сполучною ланкою між шенеджатою та новою мелодійною піснею 1990-х рр., є Ніно Д'Анджело (Nino D'Angelo).

### Дев'яності роки
Це десятиріччя спостерігає бум неомелодічного жанру, молодь віддає перевагу таким співакам як Джіджі Фініцьйо (Gigi Finizio) та Джіджі Д'Алессіо (Gigi D'Alessio), однак не зрікаючись цілком і минулого.
Обидва артисти, всупереч численним твердженням їх огудників, досягли успіху після років праці у студії та професійного стажування на майданових святах, весіллях та сценах музичних барів, як, зрештою, й інші аналогічні музиканти.
У ці ж роки, також у національних межах, стверджуються такі групи як Almamegretta, 99 Posse, 24 grana, які оновлюють неаполітанську пісню через змішання її з електронною музикою, Трип-хопом та репом.
Відрізняються вони також текстами, які мають високій вміст політики (переважно лівого ґатунку).
Крім того, у ці роки спочатку Консілья Ліччарді (Consiglia Licciardi) з Роберто Муроло, а потім Ренцо Арборе (Renzo Arbore) з його Італійським оркестром (Orchestra Italiana) доводять до апогею класичну неаполітанську пісню.
Ренцо Арборе перепрочитує її у модерновому ключі, отримуючи при цьому світовий успіх, піднімаючись на вершини хіт-парадів та даючи концерти по всьому світу.

### XXI століття
У перші роки 21 тисячоліття, створений на стику 1970-х і 1980-х рр. Ніно Д'Анджело музичний жанр продовжує мати численних прихильників у Кампанії та інших регіонах Південної Італії (передусім на Сицилії, де є багато виконавців неомелодичної музики: Кармело Дзаппулла (Carmelo Zappulla), Натале Ґаллетта (Natale Galletta), Джанні Челесте (Gianni Celeste), Тоні Коломбо (Tony Colombo), Ніно Фйорелло (Nino Fiorello) та Алессандро Фйорелло (Alessandro Fiorello) і за кордоном, де є багато італійських емігрантів.
Термін «неомелодика» означає «нова мелодія», це є жанр, що не знаходиться на одному художньому рівні з попередньою неаполітанською піснею, але не можна сказати, що він докорінно відрізняється від неї, радше це одна з гілок її подальшого розвитку, її піджанр.
Між найпоказніших виконавців неомелодійної пісні, з сімдесятих і до сьогодні, окрім самого Д'Анджелі, можна назвати таких представників другої генерації як Джіджі Д'Алессіо, Джіджі Фініцьйо, Франко Річчарді (Franco Ricciardi), Джанлука Капоцці (Gianluca Capozzi), а також молодих Алесіо (Alessio), Розаріо Мірадджо (Rosario Miraggio) та інших.

## Інструменти
Класичними інструментами неаполітанської пісні є:
- Мандоліна
- Гітара
- Калашоне (Колашоне) (назва набута від скрипкового майстра Калаче (Calace), неаполітанська ((лютня)) — різновид попередника сучасного акустичного баса.
- Трікебалаке (Triccheballacche) — дерев'яний ударний інструмент з алюмінієвими тарілочками

До них приєднуються: Таморра (Tammorra) (різновид барабану) та неаполітанські бубни (tamburello napoletano), каккавелла (caccavella) або путіпу (putipù), «Castagnelle» (кастаньєти) та інші інструменти часто кустарного виготовлення.

## Пісні
дивись також список неаполітанських пісень (італ.)

## Автори та виконавці (від початку дев'ятсотих дотепер)
(У алфавітному порядку)
- Mario Abbate
- Alessio
- Francesco Albanese
- Renzo Arbore
- Eddy Napoli
- Antonio Basurto
- Андреа Бочеллі
- Sergio Bruni
- Floriana
- Anna Calemme
- Franco Capaldo
- Gianluca Capozzi
- Renato Carosone
- Енріко Карузо
- Gianni Celeste
- Tony Colombo
- Gigi D'Alessio
- Nino D'Angelo
- Teresa De Sio
- Pino Daniele
- Umberto Davide
- Sal Da Vinci
- Eduardo De Crescenzo
- Peppino Di Capri
- Gegè Di Giacomo
- Salvatore Di Giacomo
- Elvira Donnarumma
- Aurelio Fierro
- Gigi Finizio
- Gianni Fiorellino
- Gianluca
- Peppino Gagliardi
- Nunzio Gallo
- Беньяміно Джильї
- Armando Gill
- Giuseppe Godono
- Enzo Gragnaniello
- Gianni Lamagna
- Consiglia Licciardi
- Peppe Licciardi
- Angela Luce
- Marsica
- Gianni Marà
- Міранда Мартіно
- Mario Merola
- Raffaello
- Gilda Mignonette
- Rosario Miraggio
- Franco Moreno
- Ernesto Murolo
- Roberto Murolo
- Nuova Compagnia di Canto Popolare
- Maria Nazionale
- Tullio Pane
- Salvatore Papaccio
- Vittorio Parisi
- Pietro Quirino та Quartetto Calace
- Gennaro Pasquariello
- Massimo Ranieri
- Furio Rendine
- Franco Ricci
- Alberto Rodogno
- Antonello Rondi
- Giacomo Rondinella
- Ferdinando Russo
- Vincenzo Russo
- Federico Salvatore
- Ліна Састрі
- Тіто Скіпа
- Valentina Stella
- Ferruccio Tagliavini
- Nino Taranto
- Totò
- Маріо Треві
- Gabriele Vanorio
- Bruno Venturini

## Музичні видавництва

### La Canzonetta
Створена у 1901 за сприяння Франческо Феоли (Francesco Feola), La Canzonetta займалася публікуванням та розповсюдженням пісень таких авторів як Ліберо Бовйо (Libero Bovio), Джіджі Пізано (Gigi Pisano), Луїджі Чоффі (Luigi Cioffi), Тото (Totò) та багатьох інших.
З каталогів видавництва можна навести: Malafemmena, Munasterio 'e Santachiara, 'A tazza 'e café, Ciccio Furmaggio, Indifferentemente, Reginella.

### Бідері
La Ferdinando Bideri — неапольське видавництво, одне з найважливіших в історії італійської легкої музики. Відігравало значну роль в історії неаполітанської пісні, зберегло велику частину записів та оригінальних матеріалів епохи: диски, оригінальні партитури, коп'єли, рукописи пісень.
Було засноване у 1876 бароном Фердінандо Бідері (Неаполь, 1851 — Неаполь, 14 липня 1930). Його дід, Джованні Емануеле Бідері, вже мав досвід музичного видавця на початку століття, надрукувавши між іншими книгу та два оперних лібрето.

## Фірми звукозапису
- Phonotype
- Zeus Record
- Fans
- Kappaò
- Bella Record
- Singolarte Studio
- Mea Sound
- OP Music (Opera Prima Edizioni musicali)
- Royal Studio

## Фільми з неаполітанськими піснями
- Napoli che canta (Неаполь, який співає) (1926)
- Ladri di biciclette (Викрадачі велосипедів) (1948)
- Carosello napoletano (Неаполітанська карусель) (1953)
- L'oro di Napoli (Золото Неаполя) (1954)
- Totò, Peppino e la... malafemmina (Тото, Пеппіно та… злодійка) (1956)
- Maruzzella (Маруццела) (1956)
- Accarezzame (Попесть мене)
- Ninì Tirabusciò: la donna che inventò la mossa (1970)
- Pronto... Lucia (Ало… Лючія) (1982)
- Tano da morire (1997)
- Gomorra (2008)

## Bibliografia
- Paliotti, Vittorio, Storia della canzone italiana
- Franco Fabbri, Around the clock. Una breve storia della popular music, Utet
- Sorce Keller, Marcello, «Io te voglio bene assaje: a Famous Neapolitan Song Traditionally Attributed to Gaetano Donizetti», The Music Review, XLV (1984), no. 3- 4, 251—264.

## Пов'язані статті
- Етнічна музика
- Народна музика
- Народна пісня
- Народний танець
- Неаполітанська мова
- Поп-музика
- Фолк-музика